# Snap Shot
Der Snap Shot (auch Snapshot; aus dem Englischen) bezeichnet eine Schusstechnik im Eishockey. Dabei handelt es sich um eine dem Handgelenkschuss ähnliche Technik, die jedoch mit einer Ausholbewegung und daher mit einem Element des Schlagschusses kombiniert wird. Demzufolge ist der Snap Shot in puncto Präzision und Härte in aller Regel ein Kompromiss aus diesen beiden Schussvarianten, so ist er härter und weniger präzise als ein Handgelenkschuss und präziser und weniger hart als ein Schlagschuss. Sein Vorteil liegt vor allem in der schnellen Ausführung, so wird er in erster Linie in Tornähe eingesetzt, um dem Torwart weniger Gelegenheit zu geben, auf die Bewegung des Schützen zu reagieren. Die deutsche Übersetzung des Wortes, „Schnappschuss“, wird in diesem Zusammenhang kaum genutzt.
Bei der Ausführung des Snap Shots geht dem eigentlichen Schuss häufig ein spezifischer weiterer Kontakt mit dem Puck voraus, sodass diese Technik gelegentlich auch als „Zweikontaktschuss“ bezeichnet wird. Ist der Puck in gewünschter Position – auf der Vorhandseite, leicht vor dem Spieler und relativ nah am Körper – wird die Kelle des Schlägers in einem Abstand von ca. 20–40 cm platziert. Dies stellt den entscheidenden Unterschied zum Handgelenkschuss dar, bei dem der Puck permanent mit der Kelle in Berührung ist. Die Kraftübertragung erfolgt anschließend sowohl durch eine plötzliche Bewegung in den Handgelenken als auch durch eine Gewichtsverlagerung auf den Schläger, der durch seine Flexibilität gekrümmt wird und diese Energie anschließend auf den Puck überträgt (ähnlich wie beim Schlagschuss).
Als Training für Snap Shots bieten sich plate pinchers, hex holds und wrist rolls an, um die dafür nötige Schusskraft und gezielt auch die Handmuskulatur, gegebenenfalls auch durch entsprechende Gewichte, zu stärken.
Als ein Spieler mit herausragendem Snap Shot gilt Phil Kessel.